# Агстевская котловина
Агстевская котловина, также Агстевская равнина — котловина в Армении, на юго-востоке Лорийской области, в долине реки Агстев, окружённая с севера Халабским хребтом, с юга — Памбакским хребтом, расположена на высоте 1800 метров над уровнем моря. Для равнины характерно большое количество атмосферных осадков (более 700 мм в год). На котловине расположены сёла: Фиолетово, Лермонтово, Маргаовит, Антарашен. Площадь равнины составляет более 10 км².
На территории равнины расположено около 300 ценных исторических монументов.
- Русский-молоканин на участке трассы близ села Лермонтово
- Село Фиолетово
- Село Фиолетово